# Jef Aérosol
Jef Aérosol, vlastním jménem Jean-François Perroy (* 15. ledna 1957 Nantes), je francouzský streetartový umělec. Věnuje se převážně portrétům, které vytváří na zdech pomocí spreje a šablon, jeho podpisem je červená šipka. Začínal jako rockový hudebník, později se stal jedním z průkopníků francouzského pouličního umění. První grafitti vytvořil v roce 1982 v Tours. Od roku 1984 žije v Lille, kde učil angličtinu a později se stal umělcem na volné noze. V roce 1985 se podílel na první akci sdružení VLP (Vive La Peinture) ve městě Bondy.
Jeho nejznámějším dílem je Sedící dítě na Velké čínské zdi. Vytvořil také výzdobu muzea Roberta Musila v Klagenfurtu a fresku Pšššt! na Place Igor-Stravinsky v Paříži, která zaujímá plochu 350 m². Zúčastnil se výstavy No man's land v Tokiu a UrbanArt Biennale v německém Völklingenu. Je autorem knih VIP, Very Important Pochoirs, Parcours fléchés a La musique adoucit les murs. Navrhl obal alba skupiny Louise Attaque Anomalie a jako výtvarník se podílel na filmu Martina Provosta Pád do noci.